# Bezirksklasse Pommern 1936/37
De Bezirksklasse Pommern 1936/37 was het vierde voetbalkampioenschap van de Bezirksklasse Pommern, het tweede niveau onder de Gauliga Pommern. De competitie werd in zes regionale groepen verdeeld, waarvan de kampioenen aan een promotie-eindronde deelnamen. Omdat het aantal deelnemers van de Gauliga werd teruggebracht naar tien clubs moesten enkele clubs uit de Gauliga nog een extra ronde spelen met de teams uit de eindronde om het behoud te verzekeren. 

## Bezirksklasse

### Groep Mitte
| Plaats | Club                      | Wed. | W | G | V | Saldo | Ptn.  |
| ------ | ------------------------- | ---- | - | - | - | ----- | ----- |
| 1.     | SV 1910 Kolberg           | 10   | 6 | 0 | 4 | 33:20 | 12:08 |
| 2.     | SC Plathe 1920            | 10   | 6 | 0 | 4 | 16:15 | 12:08 |
| 3.     | SV Viktoria Kolberg       | 10   | 5 | 0 | 5 | 43:24 | 10:10 |
| 4.     | Kösliner SV Phönix        | 10   | 4 | 2 | 4 | 17:21 | 10:10 |
| 5.     | MSV Mackensen Greifenberg | 10   | 4 | 0 | 6 | 21:34 | 08:12 |
| 6.     | TSV Regenwalde            | 10   | 3 | 2 | 5 | 15:31 | 08:01 |

|  | Geplaatst voor promotie-eindronde |
|  | Degradatie                        |

### Groep Nordost
| Plaats | Club                   | Wed.           | W              | G              | V              | Saldo          | Ptn.           |
| ------ | ---------------------- | -------------- | -------------- | -------------- | -------------- | -------------- | -------------- |
| 1.     | MSV Blücher Stolp      | 10             | 7              | 2              | 1              | 27:11          | 16:04          |
| 2.     | SV Fortuna Stolp       | 10             | 6              | 2              | 2              | 20:13          | 14:06          |
| 3.     | SC Germania Neustettin | 10             | 5              | 0              | 5              | 24:30          | 10:10          |
| 4.     | ESV Stolp              | 10             | 4              | 1              | 5              | 27:25          | 09:11          |
| 5.     | SpVgg Stern Stolp      | 10             | 2              | 2              | 6              | 12:22          | 06:14          |
| 6.     | Bütower SV 1916        | 10             | 2              | 1              | 7              | 07:16          | 05:15          |
| 7.     | SV Preußen Rummelsburg | Teruggetrokken | Teruggetrokken | Teruggetrokken | Teruggetrokken | Teruggetrokken | Teruggetrokken |

|  | Geplaatst voor promotie-eindronde |
|  | Degradatie                        |

### Groep Ost
| Plaats | Club                    | Wed. | W | G | V  | Saldo | Ptn.  |
| ------ | ----------------------- | ---- | - | - | -- | ----- | ----- |
| 1.     | SC Labes                | 12   | 7 | 2 | 3  | 27:22 | 16:08 |
| 2.     | Stargarder SC           | 12   | 8 | 0 | 4  | 24:25 | 16:08 |
| 3.     | SC Viktoria Stargard    | 12   | 6 | 2 | 4  | 25:50 | 14:10 |
| 4.     | VfB 1911 Belgard        | 12   | 6 | 0 | 6  | 29:23 | 12:12 |
| 5.     | SV Schivelbein          | 12   | 5 | 2 | 5  | 23:24 | 12:12 |
| 6.     | Dramburger SV 1913      | 12   | 4 | 3 | 5  | 27:26 | 11:13 |
| 7.     | SV Germania Groß Tychow | 12   | 1 | 1 | 10 | 17:32 | 03:21 |

|  | Geplaatst voor promotie-eindronde |
|  | Degradatie                        |

### Groep Stettin
| Plaats | Club                      | Wed. | W | G | V  | Saldo | Ptn.  |
| ------ | ------------------------- | ---- | - | - | -- | ----- | ----- |
| 1.     | Züllchower SC             | 14   | 8 | 3 | 3  | 34:27 | 19:09 |
| 2.     | Post-SV Stettin           | 14   | 6 | 5 | 3  | 41:28 | 17:11 |
| 3.     | VfL Stettin               | 14   | 6 | 5 | 3  | 31:23 | 17:11 |
| 4.     | SV Nordring Stettin       | 14   | 7 | 2 | 5  | 36:27 | 16:12 |
| 5.     | SC Blücher Stettin        | 14   | 6 | 4 | 4  | 27:22 | 16:12 |
| 6.     | SC Comet Stettin          | 14   | 5 | 2 | 7  | 24:29 | 12:16 |
| 7.     | Swinemünder SC            | 14   | 5 | 2 | 7  | 29:39 | 12:16 |
| 8.     | SK Stettiner Rasenfreunde | 14   | 1 | 1 | 12 | 19:46 | 03:25 |

|  | Geplaatst voor promotie-eindronde |
|  | Degradatie                        |

### Groep Süd
| Plaats | Club                            | Wed. | W | G | V | Saldo | Ptn.  |
| ------ | ------------------------------- | ---- | - | - | - | ----- | ----- |
| 1.     | MSV Lützow Deutsch Krone        | 10   | 7 | 2 | 1 | 33:10 | 16:04 |
| 2.     | FC Viktoria Schneidemühl        | 10   | 6 | 1 | 3 | 31:17 | 13:07 |
| 3.     | SV Hellas Schönlanke            | 10   | 5 | 0 | 5 | 22:29 | 10:10 |
| 4.     | MSV Fürst Bismarck Schneidemühl | 10   | 3 | 1 | 6 | 20:18 | 07:13 |
| 5.     | SC Erika Schneidemühl           | 10   | 3 | 1 | 6 | 19:30 | 07:13 |
| 6.     | FC Germania Schneidemühl        | 10   | 2 | 1 | 7 | 19:40 | 05:15 |

|  | Geplaatst voor promotie-eindronde |
|  | Degradatie                        |

### Groep West
| Plaats | Club                     | Wed.           | W              | G              | V              | Saldo          | Ptn.           |
| ------ | ------------------------ | -------------- | -------------- | -------------- | -------------- | -------------- | -------------- |
| 1.     | Graf Schwerin Greifswald | 12             | 9              | 0              | 3              | 35:08          | 18:06          |
| 2.     | RTSV Germania Stralsund  | 12             | 8              | 1              | 3              | 29:25          | 17:07          |
| 3.     | TSV 1860 Stralsund       | 12             | 6              | 2              | 4              | 28:32          | 14:10          |
| 4.     | TSV Saßnitz              | 12             | 5              | 1              | 6              | 14:29          | 11:13          |
| 5.     | Stralsunder SV 07        | 12             | 4              | 1              | 7              | 22:24          | 09:15          |
| 6.     | SC Preußen Greifswald    | 12             | 4              | 1              | 7              | 29:32          | 09:15          |
| 7.     | VfL Anklam               | 12             | 3              | 0              | 9              | 21:28          | 06:18          |
| 8.     | LSV Tutow                | Teruggetrokken | Teruggetrokken | Teruggetrokken | Teruggetrokken | Teruggetrokken | Teruggetrokken |

Sanitzer SC 1926 veranderde de naam in TSV Saßnitz. 
|  | Geplaatst voor promotie-eindronde |
|  | Degradatie                        |

## Promotie-degradatie eindronde

### Promotie-ronde
Aanvankelijk zouden de twee winnaars promoveren naar de Gauliga, maar dan werd beslist om het aantal clubs terug te brengen naar tien, waardoor de twee winnaars nog een extra ronde speelden met drie clubs uit de Gauliga waarvan enkel de top twee zich voor de Gauliga van het volgende seizoen plaatste. 
Groep Oost
| Plaats | Club                 | Wed.           | W              | G              | V              | Saldo          | Ptn.           |
| ------ | -------------------- | -------------- | -------------- | -------------- | -------------- | -------------- | -------------- |
| 1.     | SV 1910 Kolberg      | 2              | 1              | 0              | 1              | 7:6            | 2:2            |
| 2.     | Gutzow Deutsch Krone | 2              | 1              | 0              | 1              | 6:7            | 2:2            |
| 2.     | MSV Blücher Stolp    | Teruggetrokken | Teruggetrokken | Teruggetrokken | Teruggetrokken | Teruggetrokken | Teruggetrokken |

Groep West
| Plaats | Club                         | Wed. | W | G | V | Saldo | Ptn. |
| ------ | ---------------------------- | ---- | - | - | - | ----- | ---- |
| 1.     | MSV Graf Schwerin Greifswald | 2    | 2 | 0 | 0 | 8:34  | 4:0  |
| 2.     | Züllchower SC                | 2    | 0 | 1 | 1 | 4:5   | 1:3  |
| 3.     | SC Labes                     | 2    | 0 | 1 | 1 | 5:9   | 1:3  |

|  | Geplaatst voor promotie-degradatie eindronde |

### Promotie-Degradatie eindronde
| Plaats | Club                         | Wed. | W | G | V | Saldo | Ptn. |
| ------ | ---------------------------- | ---- | - | - | - | ----- | ---- |
| 1.     | MSV Graf Schwerin Greifswald | 3    | 3 | 0 | 0 | 11:4  | 6:0  |
| 2.     | MTV Pommerensdorf            | 4    | 2 | 1 | 1 | 22:10 | 5:3  |
| 3.     | SC Blücher 1911 Gollnow      | 4    | 1 | 1 | 2 | 8:10  | 3:5  |
| 4.     | Heeres SV Hubertus Kolberg   | 2    | 1 | 0 | 1 | 4:6   | 2:2  |
| 5.     | SV 1910 Kolberg              | 3    | 0 | 0 | 3 | 6:21  | 0:6  |

|  | Behoud/promotie |
|  | Degradatie      |